# Nina Jäckle
Nina Jäckle   (Villingen-Schwenningen, 20 de maig de 1966)
és una escriptora alemanya.

## Biografia
Nina Jäckle nasqué a la Selva Negra el 1966, visqué a Stuttgart i després de deixar l'institut assistí a diversos centres d'ensenyaments de llengües a la Suïssa francòfona i a París. La seua intenció era traduir literatura francesa, però es decidí a escriure.

## Obres
- Damit sich die Tage unterscheiden, teatre radiofònic, Ràdio Bremen, 1995.
- Der Gewitterkoffer, teatre radiofònic, Ràdio Bremen, 1996.
- Auf dem Platz donis Dorfes, teatre radiofònic, Ràdio Bremen, 1996.
- In einem Wort, teatre radiofònic, ORF 1, 1999.
- Es gibt solche, relats, Berlin Verlag, 2002. ISBN 3-8333-0103-1.
- Noll, novel·la, Berlin Verlag, 2004. ISBN 3-8270-0543-4.
- Auf allen Sendern, stündlich, teatre radiofònic, 2005.
- Gleich nebenan, novel·la, Berlin Verlag, 2006. ISBN 3-8270-0654-6.
- Hanne, teatre radiofònic, DSR, Suïssa, 2006.
- L'instant choisi, novel·la, París, 2007.
- Warten, relat, 2008.
- Das möblierte Zimmer, curtmetratge, 2009, guió i direcció.
- Nai, oder was wie sota ist, relat, Klöpfer & Meyer, 2010.
- Sevilla, novel·la, Berlin Verlag, 2010.[1]
- Zielinski, novel·la, Klöpfer & Meyer, 2011, ISBN 978-3-86351-002-2.[2]
- Einer der Tage, curtmetratge, 2012.
- Der lange Atem, novel·la, Klöpfer & Meyer, Tubinga, 2014. ISBN 978-3-86351-077-0.[3]
- Warten. Narració. Kunststifter Verlag, 2014. ISBN 978-3942795241.
- Stillhalten. Novel·la. Klöpfer & Meyer, Tübingen, 2017, [[Special:BookSources/9783863514518|ISBN 978-3-86351-451-8.]]

## Beques, premis i distincions
- Premi promocional GEDOK (1995)
- Premi promocional d'Hamburg per a literatura (1996)
- Participació en el concurs Ingeborg Bachmann (2002)
- Beca d'estada Alfred Döblin, Berlín (2003)
- Beca de treball del Deutscher Literaturfonds (2003)
- Beca Monestir Cismes (2004)
- Beca de treball literari de l'estat federat de Baden-Württemberg (2005)
- Premi en el 6é concurs de teatre radiofònic de Karlsruhe (2004) per l'obra "Auf allen Sendern, stündlich"
- Beca de literatura en la Fundació Künstlerdorf Schöppingen, Rin del Nord-Westfàlia (2004)
- Beca de la Casa Heinrich Heine de la ciutat de Lüneburg (2007)
- Cronista de la ciutat de Schwaz
- Membre del club PEN d'Alemanya des de 2008
- Beca de literatura en la Fundació Künstlerdorf Schöppingen (2009)
- Cronista del castell de Beeskow (2009)
- Premi del jurat i Os d'or en el Festival de Cinema d'Ebensee (2010)
- Diana d'or i premi al millor guió en el festival cinematogràfic de Klopeiner See (2010)
- Beca de literatura Herrenhaus Edenkoben (2010)
- Beca de la Casa de la Literatura d'Aargau (2012)
- Beca de literatura de l'estat Lliure de Baviera (2012)
- Beca de literatura "La Verdine" del Centre nacional del llibre (2013)
- Beca de treball del Deutscher Literaturfonds (2013)